# Aguardiente Antioqueño
El Aguardiente Antioqueño es un aguardiente seco producido por la Fábrica de Licores de Antioquia (FLA) con tres variantes: tapa azul, tapa roja y tapa verde. Posee un aroma anisado, color transparente y se puede tomar mezclado o solo. Se destila a partir de melaza, mieles y azúcar de la caña.
Se trata de uno de los licores con mayor proyección internacional de Colombia. Se exporta al Canadá, España, los Estados Unidos, México o el Reino Unido entre otros, en formato botella de vidrio o plástico, o bien en tetrabrick. La FLA, antiguamente llamada Sacatín, también fabrica otros productos, como ron, vodka, ginebra, crema de café y crema de menta, aunque su producto estrella es el aguardiente. En la actualidad, para economizar su producción, la FLA trasladó la fabricación del aguardiente a Bolivia.
El Aguardiente Antioqueño está estrechamente ligado a la cultura paisa (campesina colombiana), y se puede encontrar en fiestas regionales de Antioquia y de todo el país.

## Variantes
- Tapa Roja (29º), el original y más vendido, el Aguardiente Antioqueño se elabora con alcoholes extra-neutros, anís, azúcar refinada y agua.
- Tapa Azul (29º), la versión sin azúcar
- Tapa Verde (24º), es un derivado más suave, por lo que se puede apreciar más su sabor